# Tromsdalen Fotball 2014
Questa voce raccoglie le informazioni riguardanti il Tromsdalen Fotball nelle competizioni ufficiali della stagione 2014.

## Stagione
A seguito della vittoria del gruppo 4 del campionato 2013, il Tromsdalen ha fatto ritorno nella 1. divisjon, secondo livello calcistico locale. Il Tromsdalen ha chiuso la stagione 14º posto in classifica, retrocedendo così nuovamente in 2. divisjon. L'avventura nel Norgesmesterskapet 2014 è terminata invece al quarto turno, con l'eliminazione per mano dell'Haugesund. Tomas Kristoffersen e Kim André Råde sono stati i calciatori più utilizzati in stagione, entrambi a quota 31 presenze (29 in campionato e 2 in coppa), mentre Vegard Lysvoll è stato il miglior marcatore a quota 17 reti (14 in campionato e 3 in coppa).

## Maglie e sponsor
Lo sponsor tecnico per la stagione 2014 è stato Umbro, mentre lo sponsor ufficiale è stato Sparebank 1. La divisa casalinga era composta da una maglietta blu con inserti rossi, pantaloncini e calzettoni rossi.
| Casa | Trasferta |

## Rosa
| N. |                     | Ruolo | Calciatore           |
| -- | ------------------- | ----- | -------------------- |
| 1  | Norvegia (bandiera) | P     | Jørgen Vik           |
| 2  | Norvegia (bandiera) | D     | Steffen Pedersen     |
| 3  | Norvegia (bandiera) | D     | Ludvig Rinde         |
| 4  | Norvegia (bandiera) | D     | Eirik Bertheussen    |
| 5  | Norvegia (bandiera) | C     | Tobias Vibe          |
| 6  | Norvegia (bandiera) | D     | Eirik André Yndestad |
| 7  | Norvegia (bandiera) | C     | Ole Talberg          |
| 8  | Norvegia (bandiera) | C     | Tor Martin Mienna    |
| 9  | Norvegia (bandiera) | A     | Vegard Lysvoll       |
| 10 | Norvegia (bandiera) | C     | Svenn Johansen       |
| 11 | Norvegia (bandiera) | A     | Håvard Lysvoll       |
| 12 | Norvegia (bandiera) | P     | Teodor Nilsen        |
| 13 | Norvegia (bandiera) | C     | Tomas Kristoffersen  |
| 14 | Norvegia (bandiera) | C     | Øyvind Garfjell      |

| N. |                     | Ruolo | Calciatore             |
| -- | ------------------- | ----- | ---------------------- |
| 15 | Norvegia (bandiera) | A     | Håkon Kjæve            |
| 16 | Norvegia (bandiera) | C     | Hans Åge Yndestad      |
| 17 | Norvegia (bandiera) | C     | Kim André Råde         |
| 19 | Norvegia (bandiera) | C     | Jonathan Barlow        |
| 20 | Norvegia (bandiera) | C     | Kristoffer Nessø       |
| 21 | Norvegia (bandiera) | A     | Andreas Sletvold       |
| 23 | Norvegia (bandiera) | P     | Eirik Sørensen         |
| 24 | Norvegia (bandiera) | C     | Martin Albertsen       |
| 25 | Norvegia (bandiera) | D     | Vetle Dalsbø Lohne     |
| 26 | Norvegia (bandiera) | C     | Marius Øvergård        |
| 27 | Norvegia (bandiera) | C     | Vetle Walnum Vinje     |
| 28 | Norvegia (bandiera) | C     | Markus Trøite Amundsen |
| 29 | Somalia (bandiera)  | A     | Mohammed Ahamed        |

## Calciomercato

### Sessione invernale(dal 01/01 al 31/03)
| Arrivi | Arrivi            | Arrivi   | Arrivi     |
| R.     | Nome              | da       | Modalità   |
| ------ | ----------------- | -------- | ---------- |
| P      | Jørgen Vik        | Finnsnes | definitivo |
| C      | Jonathan Barlow   | Senja    | prestito   |
| C      | Svenn Johansen    | Skjervøy | definitivo |
| C      | Tobias Vibe       | Hødd     | prestito   |
| C      | Kim André Råde    |          | svincolato |
| C      | Hans Åge Yndestad |          | svincolato |
| A      | Andreas Sletvold  |          | svincolato |

| Partenze | Partenze             | Partenze | Partenze   |
| R.       | Nome                 | a        | Modalità   |
| -------- | -------------------- | -------- | ---------- |
| P        | Lars Konrad Johnsen  |          | svincolato |
| D        | Tobias Arnøy         |          | svincolato |
| D        | Jonas Johansen       | Tromsø   | definitivo |
| D        | Bjørn Strøm          |          | ritiro     |
| C        | Fredrik Allertsen    | Senja    | prestito   |
| C        | Stian Christensen    | Tromsø   | definitivo |
| C        | Tom-Erik Kristiansen |          | svincolato |

### Sessione estiva(dal 15/07 al 15/08)
| Arrivi | Arrivi | Arrivi | Arrivi   |
| R.     | Nome   | da     | Modalità |
| ------ | ------ | ------ | -------- |

| Partenze | Partenze | Partenze | Partenze |
| R.       | Nome     | a        | Modalità |
| -------- | -------- | -------- | -------- |

## Risultati

### 1. divisjon

#### Girone di andata
| Arbitro: | Borgersen (Oslo) |

|                         |           |             |
| V. Lysvoll 56’ Råde 65’ | Marcatori | 72’ Schulze |

| Arbitro: | Lundby (Bøverbru) |

|                    |           |                 |
| Aursnes 23’ (rig.) | Marcatori | 53’ (aut.) Urke |

| Arbitro: | Ahlsen |

|                                                  |           |            |
| Kristoffersen 2’ Barlow 8’ H. Lysvoll 68’ (rig.) | Marcatori | 76’ Giæver |

| Arbitro: | Steen |

|                         |           |  |
| Undheim 63’ Skartun 66’ | Marcatori |  |

| Tromsdalen 1º maggio 2014, ore 15:00 5ª giornata | Tromsdalen | 0 – 0 referto | Tromsø | TUIL Arena (1.960 spett.) |

| Arbitro: | Gya |

|                                                         |           |  |
| Næss 58’ (rig.) Furdal 68’ Gjesdal 87’ Zachariassen 90’ | Marcatori |  |

| Arbitro: | Smehus Kringstad |

|                             |           |              |
| Lysvoll 22’ Bertheussen 90’ | Marcatori | 7’ Gundersen |

| Arbitro: | Kjensli (Oslo) |

|                 |           |                |
| Sellin 55’, 69’ | Marcatori | 15’ H. Lysvoll |

| Tromsdalen 20 maggio 2014, ore 19:00 9ª giornata | Tromsdalen    | 0 – 0 referto | Alta | TUIL Arena (677 spett.)\| Arbitro: \| Thorsø Hansen \| |
| Arbitro:                                         | Thorsø Hansen |               |      |                                                        |

| Arbitro: | Smehus Kringstad |

|                                                        |           |                     |
| Rødsand 3’ Mendy 18’ Edvardsen 77’ (rig.) Kalludra 87’ | Marcatori | 25’ Råde 73’ Barlow |

| Ranheim 29 maggio 2014, ore 18:00 11ª giornata | Ranheim   | 1 – 0 referto | Tromsdalen | DnB Arena (702 spett.) |
| \| \| \| \| \| Aas 68’ \| Marcatori \| \|      |           |               |            |                        |
|                                                |           |               |            |                        |
| Aas 68’                                        | Marcatori |               |            |                        |

| Arbitro: | Moen |

|                                        |           |              |
| Barlow 37’ Sletvold 55’ V. Lysvoll 68’ | Marcatori | 51’ Diomande |

| Arbitro: | Berntsen (Vang) |

|                                |           |  |
| Riski 23’, 29’ Beugré 75’, 86’ | Marcatori |  |

| Arbitro: | Gjermshus |

|                     |           |                                                      |
| V. Lysvoll 17’, 81’ | Marcatori | 8’ Tollås 28’ (rig.) Rønningen Sandbu 74’ Pellegrino |

| Arbitro: | Hansen (Feda) |

|                     |           |                          |
| Stene 47’ Gueye 89’ | Marcatori | 42’ Lysvoll 76’ Sletvold |

#### Girone di ritorno
| Arbitro: | Haugen |

|                          |           |                                     |
| Sletvold 61’ Lysvoll 75’ | Marcatori | 45’ Grodås 48’, 63’ Ulland Andersen |

| Arbitro: | Ahlsen |

|          |           |                           |
| Nome 38’ | Marcatori | 21’ V. Lysvoll 50’ Mienna |

| Arbitro: | Hansen (Feda) |

|                   |           |               |
| Kristoffersen 45’ | Marcatori | 74’ Adaramola |

| Arbitro: | Smehus Kringstad |

|                                                                        |           |          |
| Kind Bendiksen 8’ (rig.), 63’ Gjesdal 36’ J. Johansen 45’ Andersen 64’ | Marcatori | 30’ Råde |

| Arbitro: | Tennøy |

|  |           |                  |
|  | Marcatori | 76’ Bye 84’ Voll |

| Arbitro: | Hansen (Feda) |

|          |           |  |
| Mork 58’ | Marcatori |  |

| Arbitro: | Saggi |

|            |           |  |
| Tollås 81’ | Marcatori |  |

| Arbitro: | Ahlsen |

|                |           |                           |
| V. Lysvoll 15’ | Marcatori | 52’ Lie Skålevik 60’ Næss |

| Arbitro: | Hagenes |

|                |           |                            |
| Midtgarden 77’ | Marcatori | 64’ Bertheussen 87’ Mienna |

| Arbitro: | S. Smehus Kringstad |

|                |           |                          |
| V. Lysvoll 13’ | Marcatori | 75’ Sellin 88’ Kirkevold |

| Arbitro: | Jonsson Trædal |

|  |           |                                                           |
|  | Marcatori | 9’ (aut.) Enger 58’ (aut.) Aalmen 68’ Mienna 86’ Garfjell |

| Arbitro: | Hauge |

|                          |           |                            |
| Kjæve 42’ V. Lysvoll 85’ | Marcatori | 31’, 45’ Larsen 63’ Groven |

| Arbitro: | Ahlsen |

|                                               |           |                   |
| V. Lysvoll 7’, 89’ Råde 15’ Kristoffersen 76’ | Marcatori | 64’ (rig.) Landro |

| Arbitro: | Helgerud (Lier) |

|                                  |           |                                                      |
| Konate 8’, 25’, 36’ Dragsnes 47’ | Marcatori | 49’, 68’ H. Lysvoll 63’ Kristoffersen 64’ V. Lysvoll |

| Tromsdalen 2 novembre 2014, ore 12:00 30ª giornata                                    | Tromsdalen | 2 – 2 referto            | Kristiansund BK | TUIL Arena (248 spett.) |
| \| \| \| \| \| Walnum Vinje 13’ Kjæve 23’ \| Marcatori \| 38’ Torske 49’ Næss Lund \| |            |                          |                 |                         |
|                                                                                       |            |                          |                 |                         |
| Walnum Vinje 13’ Kjæve 23’                                                            | Marcatori  | 38’ Torske 49’ Næss Lund |                 |                         |

### Norgesmesterskapet
| Kirkenes 24 aprile 2014, ore 16:30 Primo turno                          | Kirkenes  | 0 – 4 referto                         | Tromsdalen | Kirkenes Stadion (207 spett.) |
| \| \| \| \| \| \| Marcatori \| 62’, 72’, 77’ V. Lysvoll 90’ Johansen \| |           |                                       |            |                               |
|                                                                         |           |                                       |            |                               |
|                                                                         | Marcatori | 62’, 72’, 77’ V. Lysvoll 90’ Johansen |            |                               |

| Tromsdalen 7 maggio 2014, ore 18:00 Secondo turno                                                                                        | Tromsdalen           | 1 – 1 (d.t.s.) referto        | Harstad | TUIL Arena (1.089 spett.) |
| \| \| \| \| \| Sletvold 28’ Råde 92’, 116’ Mienna 113’ \| Marcatori \| 52’ Lehne Olsen 115’ Ovenstad \| \| \| Tiri di rigore 6 – 5 \| \| |                      |                               |         |                           |
| |                      |                               |         |                           |
| Sletvold 28’ Råde 92’, 116’ Mienna 113’                                                                                                  | Marcatori            | 52’ Lehne Olsen 115’ Ovenstad |         |                           |
| | Tiri di rigore 6 – 5 |                               |         |                           |

| Arbitro: | Hagen (Grue) |

|                                         |           |                               |
| Sletvold 28’ Råde 92’, 116’ Mienna 113’ | Marcatori | 52’ Lehne Olsen 115’ Ovenstad |

| Arbitro: | Døvle (Larvik) |

|                                                |           |  |
| Cvetinović 7’ Stølås 20’, 24’, 77’ Gytkjær 57’ | Marcatori |  |

## Statistiche

### Statistiche di squadra
| Competizione       | Punti | In casa | In casa | In casa | In casa | In casa | In casa | In trasferta | In trasferta | In trasferta | In trasferta | In trasferta | In trasferta | Totale | Totale | Totale | Totale | Totale | Totale | DR  |
| Competizione       | Punti | G       | V       | N       | P       | Gf      | Gs      | G            | V            | N            | P            | Gf           | Gs           | G      | V      | N      | P      | Gf     | Gs     | DR  |
| ------------------ | ----- | ------- | ------- | ------- | ------- | ------- | ------- | ------------ | ------------ | ------------ | ------------ | ------------ | ------------ | ------ | ------ | ------ | ------ | ------ | ------ | --- |
| 1. divisjon        | 31    | 15      | 5       | 4       | 6       | 25      | 23      | 15           | 3            | 3            | 9            | 19           | 33           | 30     | 8      | 7      | 15     | 44     | 56     | -12 |
| Norgesmesterskapet | -     | 2       | 1       | 1       | 0       | 5       | 3       | 2            | 1            | 0            | 1            | 5            | 4            | 4      | 3      | 1      | 0      | 9      | 8      | +1  |
| Totale             | -     | 17      | 6       | 5       | 6       | 30      | 26      | 17           | 4            | 3            | 10           | 24           | 37           | 34     | 11     | 8      | 15     | 53     | 64     | -11 |

### Andamento in campionato
| Giornata  | 1 | 2 | 3 | 4 | 5 | 6 | 7 | 8 | 9 | 10 | 11 | 12 | 13 | 14 | 15 | 16 | 17 | 18 | 19 | 20 | 21 | 22 | 23 | 24 | 25 | 26 | 27 | 28 | 29 | 30 |
| --------- | - | - | - | - | - | - | - | - | - | -- | -- | -- | -- | -- | -- | -- | -- | -- | -- | -- | -- | -- | -- | -- | -- | -- | -- | -- | -- | -- |
| Luogo     | C | T | C | T | C | T | C | T | C | T  | T  | C  | T  | C  | T  | C  | T  | C  | T  | C  | T  | T  | C  | C  | T  | C  | C  | C  | T  | C  |
| Risultato | V | N | V | P | N | P | V | P | N | P  | P  | V  | P  | P  | N  | P  | V  | N  | P  | P  | P  | P  | P  | V  | P  | V  | P  | V  | N  | N  |
| Posizione |   |   |   |   |   |   |   |   |   |    |    |    |    |    |    |    |    |    |    |    |    |    |    |    |    |    |    |    |    | 14 |

Fonte:  1. divisjon 2014, su altomfotball.no, Altomfotball. URL consultato il 17 giugno 2015 (archiviato dall'url originale il 17 aprile 2015).
Legenda:

Luogo: C = Casa; T = Trasferta. Risultato: V = Vittoria; N = Pareggio; P = Sconfitta.

### Statistiche dei giocatori
| Giocatore          | 1. divisjon | 1. divisjon | 1. divisjon | 1. divisjon | Norgesmesterskapet | Norgesmesterskapet | Norgesmesterskapet | Norgesmesterskapet | Coppe europee | Coppe europee | Coppe europee | Coppe europee | Altre coppe | Altre coppe | Altre coppe | Altre coppe | Totale   | Totale | Totale      | Totale     |
| Giocatore          | Presenze    | Reti        | Ammonizioni | Espulsioni  | Presenze           | Reti               | Ammonizioni        | Espulsioni         | Presenze      | Reti          | Ammonizioni   | Espulsioni    | Presenze    | Reti        | Ammonizioni | Espulsioni  | Presenze | Reti   | Ammonizioni | Espulsioni |
| ------------------ | ----------- | ----------- | ----------- | ----------- | ------------------ | ------------------ | ------------------ | ------------------ | ------------- | ------------- | ------------- | ------------- | ----------- | ----------- | ----------- | ----------- | -------- | ------ | ----------- | ---------- |
| M. Ahamed          | 3           | 0           | 0           | 0           | 0                  | 0                  | 0                  | 0                  |               |               |               |               |             |             |             |             | 3        | 0      | 0           | 0          |
| M. Albertsen       | 0           | 0           | 0           | 0           | 0                  | 0                  | 0                  | 0                  |               |               |               |               |             |             |             |             | 0        | 0      | 0           | 0          |
| J. Barlow          | 26          | 3           | 3           | 0           | 4                  | 0                  | 1                  | 0                  |               |               |               |               |             |             |             |             | 30       | 3      | 4           | 0          |
| E. Bertheussen     | 24          | 2           | 8           | 0           | 2                  | 0                  | 1                  | 0                  |               |               |               |               |             |             |             |             | 26       | 2      | 9           | 0          |
| V. Dalsbø Lohne    | 0           | 0           | 0           | 0           | 0                  | 0                  | 0                  | 0                  |               |               |               |               |             |             |             |             | 0        | 0      | 0           | 0          |
| Ø. Garfjell        | 15          | 1           | 1           | 0           | 4                  | 0                  | 0                  | 0                  |               |               |               |               |             |             |             |             | 19       | 1      | 1           | 0          |
| S. Johansen        | 5           | 0           | 0           | 0           | 2                  | 1                  | 0                  | 0                  |               |               |               |               |             |             |             |             | 7        | 1      | 0           | 0          |
| H. Kjæve           | 21          | 2           | 0           | 0           | 3                  | 0                  | 0                  | 0                  |               |               |               |               |             |             |             |             | 24       | 2      | 0           | 0          |
| T. Kristoffersen   | 29          | 4           | 3           | 0           | 4                  | 0                  | 0                  | 0                  |               |               |               |               |             |             |             |             | 33       | 4      | 3           | 0          |
| H. Lysvoll         | 16          | 4           | 3           | 0           | 2                  | 0                  | 1                  | 0                  |               |               |               |               |             |             |             |             | 18       | 4      | 4           | 0          |
| V. Lysvoll         | 28          | 14          | 6           | 0           | 3                  | 3                  | 0                  | 0                  |               |               |               |               |             |             |             |             | 31       | 17     | 6           | 0          |
| T. Mienna          | 25          | 3           | 0           | 0           | 4                  | 1                  | 1                  | 0                  |               |               |               |               |             |             |             |             | 29       | 4      | 1           | 0          |
| K. Nessø           | 1           | 0           | 0           | 0           | 0                  | 0                  | 0                  | 0                  |               |               |               |               |             |             |             |             | 1        | 0      | 0           | 0          |
| T. Nilsen          | 0           | -0          | 0           | 0           | 0                  | -0                 | 0                  | 0                  |               |               |               |               |             |             |             |             | 0        | 0      | 0           | 0          |
| M. Øvergård        | 0           | 0           | 0           | 0           | 0                  | 0                  | 0                  | 0                  |               |               |               |               |             |             |             |             | 0        | 0      | 0           | 0          |
| S. Pedersen        | 26          | 0           | 1           | 0           | 4                  | 0                  | 0                  | 0                  |               |               |               |               |             |             |             |             | 30       | 0      | 1           | 0          |
| K. Råde            | 29          | 4           | 2           | 0           | 4                  | 2                  | 0                  | 0                  |               |               |               |               |             |             |             |             | 33       | 6      | 2           | 0          |
| L. Rinde           | 23          | 0           | 1           | 0           | 3                  | 0                  | 0                  | 0                  |               |               |               |               |             |             |             |             | 26       | 0      | 1           | 0          |
| E. Skogvoll        | 0           | 0           | 0           | 0           | 0                  | 0                  | 0                  | 0                  |               |               |               |               |             |             |             |             | 0        | 0      | 0           | 0          |
| A. Sletvold        | 26          | 3           | 1           | 0           | 4                  | 2                  | 0                  | 0                  |               |               |               |               |             |             |             |             | 30       | 5      | 1           | 0          |
| E. Sørensen        | 24          | -41         | 0           | 1           | 2                  | -7                 | 0                  | 0                  |               |               |               |               |             |             |             |             | 26       | -48    | 0           | 1          |
| O. Talberg         | 15          | 0           | 5           | 0           | 2                  | 0                  | 0                  | 0                  |               |               |               |               |             |             |             |             | 17       | 0      | 5           | 0          |
| M. Trøite Amundsen | 0           | 0           | 0           | 0           | 0                  | 0                  | 0                  | 0                  |               |               |               |               |             |             |             |             | 0        | 0      | 0           | 0          |
| T. Vibe            | 25          | 0           | 3           | 0           | 2                  | 0                  | 1                  | 1                  |               |               |               |               |             |             |             |             | 27       | 0      | 4           | 1          |
| J. Vik             | 6           | -12         | 2           | 0           | 2                  | -1                 | 0                  | 0                  |               |               |               |               |             |             |             |             | 8        | -13    | 2           | 0          |
| V. Walnum Vinje    | 25          | 1           | 0           | 0           | 3                  | 0                  | 0                  | 0                  |               |               |               |               |             |             |             |             | 28       | 1      | 0           | 0          |
| E. Yndestad        | 0           | 0           | 0           | 0           | 0                  | 0                  | 0                  | 0                  |               |               |               |               |             |             |             |             | 0        | 0      | 0           | 0          |
| H. Yndestad        | 23          | 0           | 2           | 0           | 2                  | 0                  | 0                  | 0                  |               |               |               |               |             |             |             |             | 25       | 0      | 2           | 0          |